# Pinedale
Pinedale è un centro abitato (town) degli Stati Uniti d'America, capoluogo della Contea di Sublette nello Stato del Wyoming. Nel censimento del 2000 la popolazione era di 1.412 abitanti.

## Geografia fisica
Secondo i rilevamenti dell'United States Census Bureau, la località di Pinedale si estende su una superficie di 3,7 km², tutti occupati da terre.

## Popolazione
Secondo il censimento del 2000, a Pinedale vivevano 1.412 persone, ed erano presenti 368 gruppi familiari. La densità di popolazione era di 384,8 ab./km². Nel territorio comunale si trovavano 718 unità edificate. Per quanto riguarda la composizione etnica degli abitanti, il 96,95% era bianco, lo 0,35% era afroamericano, lo 0,71% era nativo, lo 0,14% proveniva dall'Asia, lo 0,14% proveniva dall'Oceano Pacifico, lo 0,42% apparteneva ad altre razze e l'1,27% a due o più. La popolazione di ogni razza ispanica corrispondeva all'1,49% degli abitanti.
Per quanto riguarda la suddivisione della popolazione in fasce d'età, il 24,6% era al di sotto dei 18, il 6,3% fra i 18 e i 24, il 26,6% fra i 25 e i 44, il 26,3% fra i 45 e i 64, mentre infine il 16,1% era al di sopra dei 65 anni di età. L'età media della popolazione era di 39 anni. Per ogni 100 donne residenti vivevano 100,0 uomini.